# 1071 Brita
1071 Brita este un asteroid din centura principală, descoperit pe 3 martie 1924, de Vladimir Albițki.